# Challenger de Rosario 2025
El torneo Rosario Challenger 2025 fue un torneo de tenis de la ATP Challenger Tour 2025 en la categoría Challenger 125. Fue la 1ª edición y tuvo lugar en la ciudad de Rosario (Argentina), desde el 3 hasta el 9 de febrero de 2025 sobre pistas de tierra batida al aire libre.

## Jugadores participantes del cuadro de individuales
| Preclasificado | País                            | Jugador              | Rank1 | Posición en el torneo |
| 1              | Bandera de Argentina            | Sebastián Báez       | 31    | Semifinales           |
| 2              | Bandera de Francia              | Alexandre Müller     | 57    | Primera ronda         |
| 3              | Bandera de Argentina            | Francisco Comesaña   | 86    | Cuartos de final      |
| 4              | Bandera de Bosnia y Herzegovina | Damir Džumhur        | 88    | Segunda ronda         |
| 5              | Bandera de Italia               | Francesco Passaro    | 90    | Cuartos de final      |
| 6              | Bandera de Argentina            | Camilo Ugo Carabelli | 93    | CAMPEÓN               |
| 7              | Bandera de Argentina            | Federico Coria       | 95    | Segunda ronda         |
| 8              | Bandera de la India             | Sumit Nagal          | 106   | Segunda ronda         |

- 1 Se ha tomado en cuenta el ranking del 27 de enero de 2025.

### Otros participantes
Los siguientes jugadores recibieron una invitación (wild card), por lo tanto ingresan directamente al cuadro principal (WC):
- Sebastián Báez
- Renzo Olivo
- Diego Schwartzman

Los siguientes jugadores ingresan al cuadro principal tras disputar el cuadro clasificatorio (Q):
- Mateus Alves
- Guido Iván Justo
- Emilio Nava
- Andrea Pellegrino
- Joel Schwärzler
- Juan Bautista Torres

## Campeones

### Individual Masculino
- Camilo Ugo Carabelli derrotó en la final a  Hugo Dellien por 3–6, 6–3, 6–2

### Dobles Masculino
- Marcelo Demoliner /  Fernando Romboli derrotaron en la final a  Guido Andreozzi /  Théo Arribagé por 7–5, 6–3